# کانگوروی درختی اسکات
کانگوروی درختی اسکات (نام علمی: Dendrolagus scottae) کیسه‌داری از تیره درازپایان، سردهٔ کانگوروهای درختی است که در گینه نو یافت می‌شود. در سیاهه قرمز IUCN، این جانور در وضعیت در معرض انقراض طبقه‌بندی شده‌است.